# Assemblée des États
Ne doit pas être confondu avec Assemblée d'État ou Assemblée d'états.
L'Assemblée des États (en allemand : Landstände-Versammlung) est la législature du Luxembourg de 1841 à 1848, puis de 1856 à 1868.
Avec la Constitution de 1841, une « assemblée des États », constituée de 34 députés, voit le jour. Sous la monarchie absolue alors en place, ses pouvoirs sont très restreints : elle ne peut pas prendre de décisions et exerce un rôle purement consultatif aux côtés du souverain. L’accord du parlement est nécessaire dans très peu de domaines tels que par exemple la législation fiscale. Seul le roi-grand-duc Guillaume Ier a le droit de proposer des lois. Le parlement ne se réunit alors que quinze jours par an et ses séances sont tenues secrètes.

## Liste des députés

### Nomination des députés en 1841
| Circonscription  | Sièges | Députés                                | Occupation                                     |
| ---------------- | ------ | -------------------------------------- | ---------------------------------------------- |
| Capellen         | 3      | Philippe-Christophe Würth              | marchand et propriétaire à Luxembourg          |
| Capellen         | 3      | Norbert Metz                           | négociant et propriétaire à Eich               |
| Capellen         | 3      | Michel-Maximilien-Joseph Tibesar       | bourgmestre et propriétaire à Clemency         |
| Clervaux         | 2      | Jean-Baptiste Pondrom                  | bourgmestre et notaire à Hosingen              |
| Clervaux         | 2      | Théodore Richard                       | tanneur à Clervaux                             |
| Diekirch         | 3      | Frédéric-Georges-Prosper de Blochausen | Chambellan honoraire, propriétaire à Birtrange |
| Diekirch         | 3      | Vendelin Jurion                        | bourgmestre et avocat à Diekirch               |
| Diekirch         | 3      | Louis-Joseph André                     | bourgmestre et notaire à Vianden               |
| Echternach       | 2      | Michel Witry                           | notaire à Echternach                           |
| Echternach       | 2      | Henri Dondelinger                      | fabricant à Echternach                         |
| Esch-sur-Alzette | 3      | Antoine Schanus                        | propriétaire à Hellange                        |
| Esch-sur-Alzette | 3      | Henri Motté                            | notaire à Esch-sur-l'Alzette                   |
| Esch-sur-Alzette | 3      | Victor de Tornaco                      | propriétaire à Sanem                           |
| Grevenmacher     | 3      | Nicolas Wellenstein                    | bourgmestre et propriétaire à Ehnen            |
| Grevenmacher     | 3      | Antoine Pescatore                      | propriétaire à Luxembourg                      |
| Grevenmacher     | 3      | Antoine Pütz                           | Bourgmestre et propriétaire à Bourglinster     |
| Luxembourg       | 6      | Jean-François Scheffer                 | bourgmestre et propriétaire à Luxembourg       |
| Luxembourg       | 6      | Philippe-Auguste du Prel               | rentier à Luxembourg                           |
| Luxembourg       | 6      | Ferdinand Pescatore                    | propriétaire à Luxembourg                      |
| Luxembourg       | 6      | Charles-Mathias Simons                 | avocat à Luxembourg                            |
| Luxembourg       | 6      | Jean-Jacques Willmar                   | procureur général d'Etat à Luxembourg          |
| Luxembourg       | 6      | Jean-François Schmit-Brück             | échevin et fabricant à Luxembourg              |
| Mersch           | 3      | Théodore Pescatore                     | propriétaire à Bofferdange                     |
| Mersch           | 3      | Emmanuel Servais                       | avocat à Luxembourg                            |
| Mersch           | 3      | Clément Clement                        | notaire à Mersch                               |
| Redange          | 3      | Charles-Antoine d'Olimart              | propriétaire à Luxembourg                      |
| Redange          | 3      | Mathias Rausch                         | assesseur au tribunal de Diekirch              |
| Redange          | 3      | Hoffmann                               | juge de paix à Grosbous                        |
| Remich           | 3      | Pierre-Joseph Augustin                 | juge de paix à Remich                          |
| Remich           | 3      | Pierre-Ernest Dams                     | propriétaire à Reckingerhof                    |
| Remich           | 3      | Jean-Pierre Ledure                     | notaire à Mondorf                              |
| Wiltz            | 3      | Georges Faber                          | juge de paix à Wiltz                           |
| Wiltz            | 3      | Louis Servais                          | bourgmestre et propriétaire à Oberwampach      |
| Wiltz            | 3      | Jean-Mathias Neumann                   | médecin à Wiltz                                |